# Helgard Milton
Ansgarius Helgard Emanuel Milton, född 19 juli 1884 i Ramkvilla församling i Jönköpings län, död 31 januari 1974 i Katarina församling i Stockholm, var en svensk grosshandlare.
Helgard Milton var son till hemmansägaren Johan Magnus Svensson och Kristina Lovisa Svensdotter i Hörda, Ramkvilla, Småland.
Efter examen från handelsskola i Stockholm 1906 var Helgard Milton 1906–1907 anställd hos firma Rosendal & C:o i Stockholm. Åren 1907–1909 var han verksam hos grosshandelsfirman K. A. Holm i Stockholm och tillförordnad disponent för företagets träförädlingsfabrik i Rosendala och Forserum. År 1911 etablerade han sig som grosshandlare i Stockholm och var chef för AB Milton & C:o. Vidare var han chef för Brittiska Olje AB i Stockholm från 1929 och för AB Björköby Lådfabrik. Han företog studie- och affärsresor till Belgien, England och Portugal.
Helgard Milton var 1909–1912 gift med Svea Matilda Löfgren (född 1890), som flyttade till Sydamerika. De fick sonen Hans Milton (född 1910), sjökapten, och dottern Margareta Mörck (1911–2004), som blev adoptivmor till Marianne Mörck. År 1914 gifte han om sig med Emy Hedin (1892–1964).